# 쿠날라
쿠날라(산스크리트어: कुणाल, 생몰: 기원전 263년 ~ ?)는 한때 인도 아대륙 거의 대부분을 지배했던 마우리아 제국의 황태자로, 제3대 마우리아 황제 아소카와 마우리아 황후 파드마바티의 둘째 아들이다. 아소카의 장남 마헨드라가 출가한 후, 그는 어린 나이에 제국의 후계자가 될 예정이었으나, 질투심에 빠진 계모 티슈야라크샤에 의해 눈이 멀었다. 그는 제위를 물려받지 못했지만, 아들인 삼프라티가 다샤라타의 뒤를 이어 제위에 올랐다.
쿠날라는 기원전 235년에 그 직책에 임명된 후 아버지의 치세 동안 탁실라의 총독으로도 재직했다.

## 이름
쿠날라는 "아름다운 눈을 가진 새", "모든 것에서 아름다움을 보는 사람" 또는 "아름다운 눈을 가진 사람"을 의미하기도 한다.

## 생애
쿠날라는 기원전 263년에 제3대 마우리아 황제 아소카와 마우리아 황후 파드마바티 사이에서 태어났으며, 8세 때 아소카에 의해 우자인에서 왕자 교육을 받으며 마우리아 제국의 황태자로 자라났다.
황자가 여덟 살이었을 때, 황제는 가정교사들에게 (프라크리트어로) 편지를 써서 “그(쿠날라)는 공부를 해야 한다”(문맥: 쿠날라는 공부를 시작해야 한다)는 뜻의 아히타암이라는 단어를 언급했다. 당시 아들에게 제위를 물려주고 싶었던 아소카의 아내 중 한 명이 그 자리에 있던 아소카의 편지를 받아 읽었다. 그녀는 'a'라는 글자 위에 몰래 점을 찍어 “그(쿠날라)는 눈이 멀어야 한다”는 뜻의 '안드히탐'으로 단어를 바꿨다. 황제는 편지를 다시 읽지 않고 봉인하여 발송했다. 우자인의 서기는 이 편지의 내용에 너무 충격을 받아 황자에게 큰 소리로 읽어줄 수 없었다. 그러자 쿠날라는 편지를 압수하고 아버지의 잔인한 문장을 읽었다. 아직까지 마우리아 황자 중 누구도 가주에게 불복하지 않았고 나쁜 본보기를 보이고 싶지 않았던 그는 뜨거운 다리미로 자신의 시력을 단호하게 꺼뜨렸다"고 한다. 또는 쿠날라가 반란을 진압하기 위해 탁실라로 파견되어 평화롭게 반란을 진압했다는 이야기도 있다. 그러나 그 이야기에서도 아소카의 아내 티슈야라크샤에 의해 비슷한 이유로 실명했다.
일부 학자들에 따르면 이 편지를 받은 쿠날라가 이를 믿지 않고 아버지에게 찾아갔으며, 이에 아내가 편지를 바꿨다는 사실을 알고 격노한 아소카는 아내에게 사형을 선고했고 그 후 쿠날라는 황태자가 되었다고 하지만, 이것이 사실인지는 확실하지 않다.
몇 년 후 쿠날라는 아소카가 가장 좋아하는 아내 칸찬말라와 함께 음유시인으로 변장한 채 아소카의 궁정을 방문했다. 그가 음악으로 황제를 크게 기쁘게 하자 황제는 그에게 상을 주고 싶었다. 이때 음유시인은 자신이 쿠날라 황자라고 밝히며 제위 계승권을 요구했다. 아소카는 장님인 쿠날라는 결코 제위에 오를 수 없다고 슬프게도 반대했다. 그러자 황자는 자신이 아니라 아들을 위해 제위 계승권을 주장했다고 말했다. “언제 아들이 태어났느냐?"라고 황제가 외치자 그는 “삼프라티“(”방금"이라는 뜻)라고 대답했다. 이에 따라 삼프라티는 쿠날라의 아들의 이름이 되었고, 어린 나이에 아소카의 후계자로 임명되었다. 하지만 아소카가 죽었을 때 삼프라티는 통치하기에는 너무 어렸기에 또 다른 손자인 다샤라타가 제위를 계승했으며, 다샤라타 사후 삼프라티가 그의 제위를 물려받았다.
쿠날라 왕자는 인도-네팔 국경의 미틸라 지역에 왕국을 세웠다고 전해진다. 인도-네팔 국경의 코시 강 유역에 있는 현재의 마을 쿠날리(이전에는 쿠날 그람으로 알려짐)가 있는 곳과 같은 곳일 수 있다.

## 미디어
쿠날라의 삶을 반허구적으로 묘사한 영화는 '비르 쿠날'(1941)이라는 제목으로 제작되었으며, 같은 연도에 쿠날라의 삶을 바탕으로 한 타밀 영화 '아쇼크 쿠마르'가 제작되었다.

## 같이 보기
- 인도의 역사
- 드리타라슈트라
- 티슈야라크샤